# Un canto a Galicia (lied)
Un canto a Galicia is een nummer van de Spaanse zanger Julio Iglesias. Het nummer verscheen op zijn gelijknamige album uit 1972. In juni van dat jaar werd het uitgebracht als de tweede single van het album.

## Achtergrond
Un canto a Galicia is geschreven door Iglesias, Etienne Roda-Gil en Benito Lauret en geproduceerd door Lauret. De titel van het nummer is naar het Nederlands te vertalen als Een lied voor Galicië. Het nummer is dan ook geschreven in het Galicisch als eerbetoon aan de vader van Iglesias, die is geboren in Ourense. In het nummer denkt Iglesias terug aan zijn geboortestreek en mist vooral de landschappen in deze regio.
Un canto a Galicia werd een nummer 1-hit in onder meer de Nederlandse Top 40, de Daverende Dertig en de voorlopers van zowel de Vlaamse als de Waalse Ultratop 50, net als in Frankrijk en een aantal landen in Noord-Afrika en het Midden-Oosten. Iglesias nam tevens een Duitstalige versie op onder de titel Wenn ein Schiff vorüberfährt, dat de twaalfde plaats bereikte in Duitsland, en een Italiaanstalige versie onder de titel Un canto alla vita. In 1991 werd de originele versie nogmaals uitgebracht in een aantal Europese landen, waardoor het in de Nederlandse Nationale Top 100 opnieuw een klein hitje werd met plaats 81 als hoogste notering. In hetzelfde jaar scoorde Jo Vally een grote hit in Vlaanderen met een Nederlandstalige versie onder de titel In een droom zag ik je staan, geschreven door Fred Bekky en Eddy van Passel, dat op de zesde plaats piekte. In 1994 werd het tevens gecoverd door de Nederlandse zanger Piet Veerman, die het op zijn album My Heart and Soul zette.

## Hitnoteringen

### Nederlandse Top 40
| Hitnotering: 24 juni 1972 t/m 11 november 1972 | Hitnotering: 24 juni 1972 t/m 11 november 1972 | Hitnotering: 24 juni 1972 t/m 11 november 1972 | Hitnotering: 24 juni 1972 t/m 11 november 1972 | Hitnotering: 24 juni 1972 t/m 11 november 1972 | Hitnotering: 24 juni 1972 t/m 11 november 1972 | Hitnotering: 24 juni 1972 t/m 11 november 1972 | Hitnotering: 24 juni 1972 t/m 11 november 1972 | Hitnotering: 24 juni 1972 t/m 11 november 1972 | Hitnotering: 24 juni 1972 t/m 11 november 1972 | Hitnotering: 24 juni 1972 t/m 11 november 1972 | Hitnotering: 24 juni 1972 t/m 11 november 1972 | Hitnotering: 24 juni 1972 t/m 11 november 1972 | Hitnotering: 24 juni 1972 t/m 11 november 1972 | Hitnotering: 24 juni 1972 t/m 11 november 1972 | Hitnotering: 24 juni 1972 t/m 11 november 1972 | Hitnotering: 24 juni 1972 t/m 11 november 1972 | Hitnotering: 24 juni 1972 t/m 11 november 1972 | Hitnotering: 24 juni 1972 t/m 11 november 1972 | Hitnotering: 24 juni 1972 t/m 11 november 1972 | Hitnotering: 24 juni 1972 t/m 11 november 1972 | Hitnotering: 24 juni 1972 t/m 11 november 1972 | Hitnotering: 24 juni 1972 t/m 11 november 1972 |
| Week                                           | 1                                              | 2                                              | 3                                              | 4                                              | 5                                              | 6                                              | 7                                              | 8                                              | 9                                              | 10                                             | 11                                             | 12                                             | 13                                             | 14                                             | 15                                             | 16                                             | 17                                             | 18                                             | 19                                             | 20                                             | 21                                             |                                                |
| ---------------------------------------------- | ---------------------------------------------- | ---------------------------------------------- | ---------------------------------------------- | ---------------------------------------------- | ---------------------------------------------- | ---------------------------------------------- | ---------------------------------------------- | ---------------------------------------------- | ---------------------------------------------- | ---------------------------------------------- | ---------------------------------------------- | ---------------------------------------------- | ---------------------------------------------- | ---------------------------------------------- | ---------------------------------------------- | ---------------------------------------------- | ---------------------------------------------- | ---------------------------------------------- | ---------------------------------------------- | ---------------------------------------------- | ---------------------------------------------- | ---------------------------------------------- |
| Positie                                        | 23                                             | 13                                             | 6                                              | 2                                              | 2                                              | 2                                              | 1                                              | 2                                              | 2                                              | 2                                              | 3                                              | 6                                              | 9                                              | 19                                             | 24                                             | 24                                             | 26                                             | 30                                             | 31                                             | 35                                             | 37                                             | uit                                            |

### Daverende Dertig/Nationale Top 100
| Hitnotering week 1 t/m 15: 1 juli 1972 t/m 7 oktober 1972 Hitnotering week 16 t/m 19: 24 augustus 1991 t/m 14 september 1991 | Hitnotering week 1 t/m 15: 1 juli 1972 t/m 7 oktober 1972 Hitnotering week 16 t/m 19: 24 augustus 1991 t/m 14 september 1991 | Hitnotering week 1 t/m 15: 1 juli 1972 t/m 7 oktober 1972 Hitnotering week 16 t/m 19: 24 augustus 1991 t/m 14 september 1991 | Hitnotering week 1 t/m 15: 1 juli 1972 t/m 7 oktober 1972 Hitnotering week 16 t/m 19: 24 augustus 1991 t/m 14 september 1991 | Hitnotering week 1 t/m 15: 1 juli 1972 t/m 7 oktober 1972 Hitnotering week 16 t/m 19: 24 augustus 1991 t/m 14 september 1991 | Hitnotering week 1 t/m 15: 1 juli 1972 t/m 7 oktober 1972 Hitnotering week 16 t/m 19: 24 augustus 1991 t/m 14 september 1991 | Hitnotering week 1 t/m 15: 1 juli 1972 t/m 7 oktober 1972 Hitnotering week 16 t/m 19: 24 augustus 1991 t/m 14 september 1991 | Hitnotering week 1 t/m 15: 1 juli 1972 t/m 7 oktober 1972 Hitnotering week 16 t/m 19: 24 augustus 1991 t/m 14 september 1991 | Hitnotering week 1 t/m 15: 1 juli 1972 t/m 7 oktober 1972 Hitnotering week 16 t/m 19: 24 augustus 1991 t/m 14 september 1991 | Hitnotering week 1 t/m 15: 1 juli 1972 t/m 7 oktober 1972 Hitnotering week 16 t/m 19: 24 augustus 1991 t/m 14 september 1991 | Hitnotering week 1 t/m 15: 1 juli 1972 t/m 7 oktober 1972 Hitnotering week 16 t/m 19: 24 augustus 1991 t/m 14 september 1991 | Hitnotering week 1 t/m 15: 1 juli 1972 t/m 7 oktober 1972 Hitnotering week 16 t/m 19: 24 augustus 1991 t/m 14 september 1991 | Hitnotering week 1 t/m 15: 1 juli 1972 t/m 7 oktober 1972 Hitnotering week 16 t/m 19: 24 augustus 1991 t/m 14 september 1991 | Hitnotering week 1 t/m 15: 1 juli 1972 t/m 7 oktober 1972 Hitnotering week 16 t/m 19: 24 augustus 1991 t/m 14 september 1991 | Hitnotering week 1 t/m 15: 1 juli 1972 t/m 7 oktober 1972 Hitnotering week 16 t/m 19: 24 augustus 1991 t/m 14 september 1991 | Hitnotering week 1 t/m 15: 1 juli 1972 t/m 7 oktober 1972 Hitnotering week 16 t/m 19: 24 augustus 1991 t/m 14 september 1991 | Hitnotering week 1 t/m 15: 1 juli 1972 t/m 7 oktober 1972 Hitnotering week 16 t/m 19: 24 augustus 1991 t/m 14 september 1991 | Hitnotering week 1 t/m 15: 1 juli 1972 t/m 7 oktober 1972 Hitnotering week 16 t/m 19: 24 augustus 1991 t/m 14 september 1991 | Hitnotering week 1 t/m 15: 1 juli 1972 t/m 7 oktober 1972 Hitnotering week 16 t/m 19: 24 augustus 1991 t/m 14 september 1991 | Hitnotering week 1 t/m 15: 1 juli 1972 t/m 7 oktober 1972 Hitnotering week 16 t/m 19: 24 augustus 1991 t/m 14 september 1991 | Hitnotering week 1 t/m 15: 1 juli 1972 t/m 7 oktober 1972 Hitnotering week 16 t/m 19: 24 augustus 1991 t/m 14 september 1991 | Hitnotering week 1 t/m 15: 1 juli 1972 t/m 7 oktober 1972 Hitnotering week 16 t/m 19: 24 augustus 1991 t/m 14 september 1991 |
| Week | 1 | 2 | 3 | 4 | 5 | 6 | 7 | 8 | 9 | 10 | 11 | 12 | 13 | 14 | 15 | | 16 | 17 | 18 | 19 | |
| --- | --- | --- | --- | --- | --- | --- | --- | --- | --- | --- | --- | --- | --- | --- | --- | --- | --- | --- | --- | --- | --- |
| Positie | 19 | 9 | 2 | 2 | 5 | 2 | 1 | 2 | 2 | 3 | 5 | 8 | 14 | 27 | 30 | uit | 95 | 85 | 81 | 99 | uit |

### NPO Radio 2 Top 2000
| Nummer met noteringen in de NPO Radio 2 Top 2000 | '99 | '00  | '01  | '02  | '03  | '04  | '05  | '06  | '07  | '08  | '09  | '10  | '11  | '12  | '13  | '14  |
| ------------------------------------------------ | --- | ---- | ---- | ---- | ---- | ---- | ---- | ---- | ---- | ---- | ---- | ---- | ---- | ---- | ---- | ---- |
| Un canto a Galicia                               | 798 | 1014 | 1124 | 1172 | 1325 | 1507 | 1275 | 1188 | 1432 | 1302 | 1651 | 1409 | 1719 | 1609 | 1964 | 1749 |

1. ↑  Een vetgedrukt getal geeft de hoogste notering aan.
2. ↑  Deze tabel is bijgewerkt tot en met de laatste editie (2024).

### Evergreen Top 1000
| Evergreen Top 1000 "Un canto a galaciar" | Evergreen Top 1000 "Un canto a galaciar" | Evergreen Top 1000 "Un canto a galaciar" | Evergreen Top 1000 "Un canto a galaciar" | Evergreen Top 1000 "Un canto a galaciar" | Evergreen Top 1000 "Un canto a galaciar" | Evergreen Top 1000 "Un canto a galaciar" | Evergreen Top 1000 "Un canto a galaciar" | Evergreen Top 1000 "Un canto a galaciar" | Evergreen Top 1000 "Un canto a galaciar" | Evergreen Top 1000 "Un canto a galaciar" | Evergreen Top 1000 "Un canto a galaciar" | Evergreen Top 1000 "Un canto a galaciar" | Evergreen Top 1000 "Un canto a galaciar" | Evergreen Top 1000 "Un canto a galaciar" | Evergreen Top 1000 "Un canto a galaciar" | Evergreen Top 1000 "Un canto a galaciar" |
| Jaar                                     | 2008                                     | 2009                                     | 2010                                     | 2011                                     | 2012                                     | 2013                                     | 2014                                     | 2015                                     | 2016                                     | 2017                                     | 2018                                     | 2019                                     | 2020                                     | 2021                                     | 2022                                     | 2023                                     |
| ---------------------------------------- | ---------------------------------------- | ---------------------------------------- | ---------------------------------------- | ---------------------------------------- | ---------------------------------------- | ---------------------------------------- | ---------------------------------------- | ---------------------------------------- | ---------------------------------------- | ---------------------------------------- | ---------------------------------------- | ---------------------------------------- | ---------------------------------------- | ---------------------------------------- | ---------------------------------------- | ---------------------------------------- |
| Positie                                  | 451                                      | 572                                      | 564                                      | 564                                      | 575                                      | 213                                      | 146                                      | 197                                      | 241                                      | 213                                      | 128                                      | 126                                      | 144                                      | 189                                      | 161                                      | 210                                      |